# توم بيس
توم بيس (بالإنجليزية: Tom Biss)‏ (20 يناير 1993 هاستينجس نيوزيلندا - ) هو لاعب كرة قدم نيوزلندي يلعب كلاعب وسط.

## روابط خارجية
- توم بيس على موقع قاعدة بيانات كرة القدم.إي يو (الإنجليزية)
- توم بيس على موقع Soccerway.com (الإنجليزية)
- توم بيس على موقع عالم كرة القدم.نت (الإنجليزية)